# J.D. Davison
Jerdarrian Devontae Davison (ur. 3 października 2002 w Montgomery) – amerykański koszykarz występujący na pozycji rozgrywającego, aktualnie zawodnik Boston Celtics.
W 2020 i 2021 został wybrany najlepszym koszykarzem szkół średnich stanu Alabama (Alabama Gatorade Player of the Year – 2020, 
Alabama Mr. Basketball – 2020, 2021). Wystąpił też w spotkaniach gwiazd – McDonald’s All-American (2021) i Jordan Brand Classic (2021).

## Osiągnięcia
Stan na 4 lutego 2023, na podstawie, o ile nie zaznaczono inaczej.
NCAA
- Uczestnik rozgrywek turnieju NCAA (2022)
- Zaliczony do I składu najlepszych pierwszorocznych zawodników SEC (2022)
- Najlepszy pierwszoroczny zawodnik tygodnia SEC (6.12.2021, 14.02.2022)